# Вайль, Йо
Йоханнес Херман Бруно Антон Вайль (нем. Johannes Hermann Bruno Anton Weil) (род. 29 августа 1977 года во Франкфурте-на-Майне) — немецкий театральный и телевизионный актёр, а также актёр озвучивания. Выпустил два сингла — в 2002 и 2014 году.

## Жизнь и карьера
Йоханнес родился в семье торгового агента (отец) и физиотерапевта (мать), вырос вместе с братом (брат на 3 года младше Йо) в Петерсберге — пригороде Фульды. Здесь же Йо окончил школу Freiherr-vom-Stein-Schule. После прохождения альтернативной гражданской службы посещал актёрскую школу в Кёльне и частные актёрские курсы, а также частные курсы пения.
Йо Вайль сыграл в многочисленных телевизионных проектах и театральных постановках. Также он принимает участие в озвучивании фильмов, рекламных роликов, компьютерных игр, аудиокниг. Кроме того, Йо ведёт свою колонку Weil’s World в английском журнале reFRESH, а также принимает участие в благотворительных организациях Aktion Tagwerk и Aidshilfe Köln (помощь больным СПИДом). В 2009 году Йо Вайль был руководителем проекта «Пазлы мечты» (нем. Puzzle der Wünsche), осуществлявшим по всей Германии детские мечты.
С ноября 2007 года Йо после пятилетнего перерыва вернулся в сериал «Запретная любовь», в котором играл одну из главных ролей — Оливера Забеля. После закрытия сериала в январе 2015 года перешёл в сериал Всё, что имеет значение.

## Синглы
- 2002: One More Try
- 2014: Explosiv

## Фильмография
| Год       |    | Русское название                                | Оригинальное название                     | Роль                         |
| --------- | -- | ----------------------------------------------- | ----------------------------------------- | ---------------------------- |
| 1997      | с  | Любимые сёстры                                  | Geliebte Schwestern                       |                              |
| 1997      | тф | Проверка                                        | Der Einstellungstest                      |                              |
| 1999      | с  | Полицейские на мотоциклах                       | Motorradcops                              |                              |
| 2000—2002 | с  | Запретная любовь                                | Verbotene Liebe                           | Оливер Забель / Oliver Sabel |
| 2001      | тф | Лайла (короткометражка)                         | Layla                                     |                              |
| 2002—2004 | с  | Альпийский патруль — Ценится каждая жизнь       | Medicopter 117 — Jedes Leben zählt        | Флориан Ленц / Florian Lenz  |
| 2004      | тф | Ждать чего-то (короткометражка)                 | Warten auf irgendwas                      |                              |
| 2005      | ф  | Автобан                                         | The Autobahn                              |                              |
| 2007—2015 | с  | Запретная любовь                                | Verbotene Liebe                           | Оливер Забель / Oliver Sabel |
| 2008      | с  | 112: Они спасают твою жизнь                     | 112 – Sie retten dein Leben               |                              |
| 2011      | ф  | Кукольное общежитие                             | Die Puppen-WG                             |                              |
| 2012—2014 | с  | Место преступления (серии 844, 849, 886, 898)   | Tatort: Dortmund                          | Тони Келинг / Toni Kelling   |
| 2012      | с  | Всей дружбой (серия 15х05)                      | In aller Freundschaft                     |                              |
| 2013      | с  | Спецподразделение 5113 (серия 39x14)            | SOKO 5113                                 |                              |
| 2014      | с  | Беззаботный и мёртвый: Козловски и Хаферкамп    | Heiter bis tödlich: Koslowski & Haferkamp |                              |
| 2015      | с  | Всё, что имеет значение (серии 2194–2253 серии) | Alles was zählt                           | Nick Danne                   |